# Acquigny
Acquigny è un comune francese di 1 672 abitanti situato nel dipartimento dell'Eure nella regione della Normandia.

## Monumenti e luoghi d'interesse

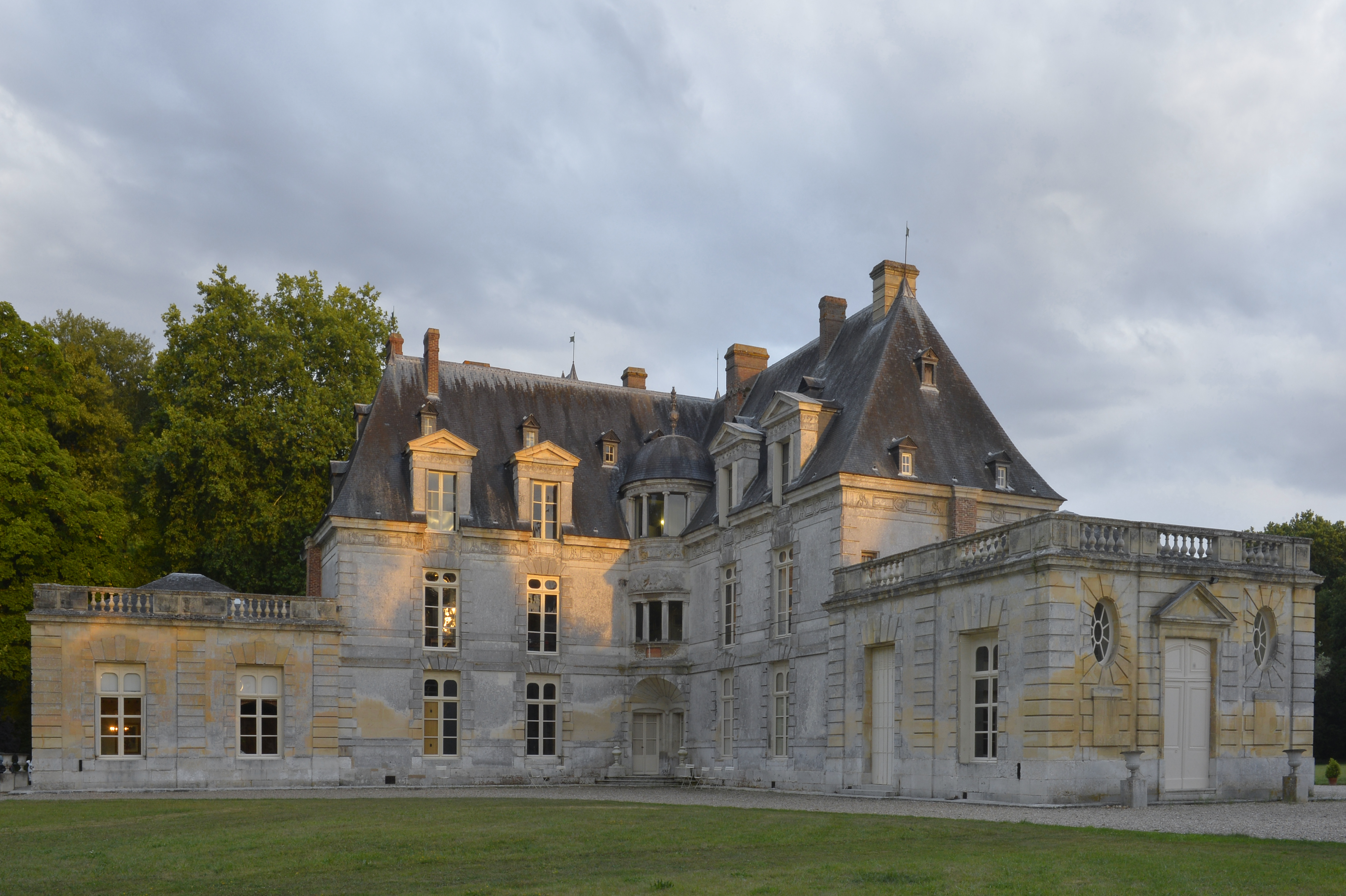
Il Castello di Acquigny

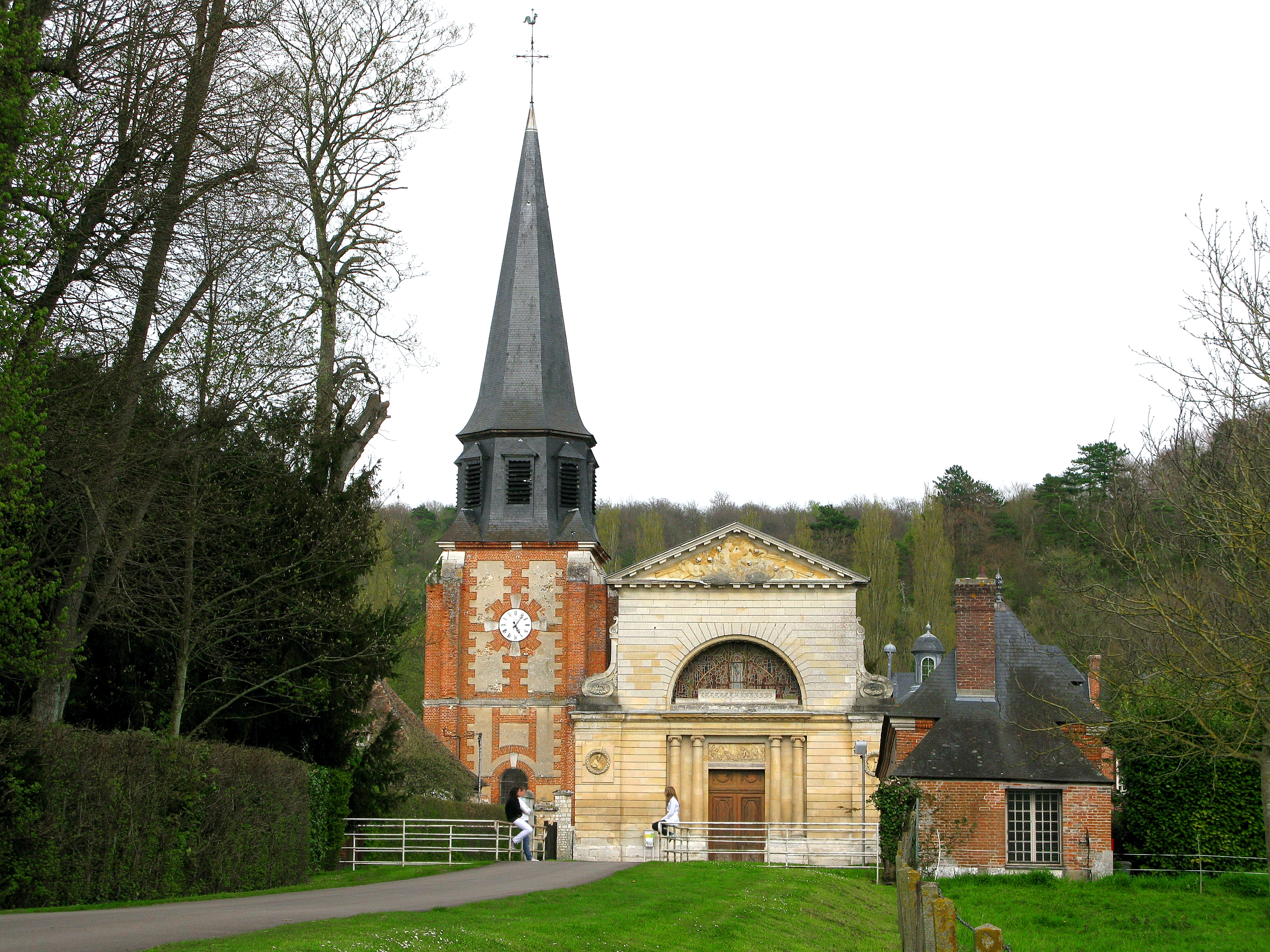
la Chiesa di Santa Cecilia

- Castello di Acquigny. È una grande dimora rinascimentale contornata da un grande parco.

Già dal Medioevo in questo sito venne eretta una fortificazione a controllo della navigazione sull'’Eure. Nel periodo della Guerra dei Cent'anni, durante la guerra franco-normanna prima, e franco-inglese poi, la fortezza venne presa nel 1364 dalle armate di Carlo V, per poi essere rasa al suolo nel 1378. 
Il Castello attuale venne costruito a partire dal 1557 per volere di Anne de Laval, vedova di Louis de Silly, cugina del re e prima dama di corte di Caterina de' Medici. Il progetto venne affidato al grande architetto Philibert Delorme.
Il parco, nel suo aspetto attuale, venne disegnato all'inglese nel 1820.
- Chiesa di Santa Cecilia. Venne costruita a partire dal coro nel 1545 e terminata con l'erezione delle navate fra il 1552 e il 1572. Nel XVIII secolo subì varie modificazioni e ristrutturazioni. Nel 1748 venne costruito l'altar maggiore, fra il 1755 e il 1756 venne eseguita la bella decorazione rococò di boiserie e dorature. Nel 1750 venne riedificata la torre a guglia, e nel 1780 si aggiunse la facciata già di gusto neoclassico.

## Società

### Evoluzione demografica
Abitanti censiti